# Villa Glori
Villa Glori è un parco di 25 ettari nella città di Roma (Municipio II), nel quartiere Parioli. È chiamato anche Parco della Rimembranza. Al parco si può accedere da piazzale del Parco della Rimembranza e da via del Maresciallo Pilsudski.
Il parco occupa una rupe di forma grosso modo quadrangolare, che guarda ripida verso il Tevere all'Acqua Acetosa, prosegue sovrastando il Villaggio olimpico e il Parco della Musica e costituisce l'estremità nord ovest dei Monti Parioli.

## Storia
A differenza delle ville storiche di Roma, Villa Glori non nasce come villa suburbana, ma come spazio rustico destinato a vigna e caccia, tanto che il costruito più antico è rappresentato semplicemente da un casale fortificato, ripetutamente rimaneggiato e neanche tra i più belli di quelli sparsi nella campagna romana.

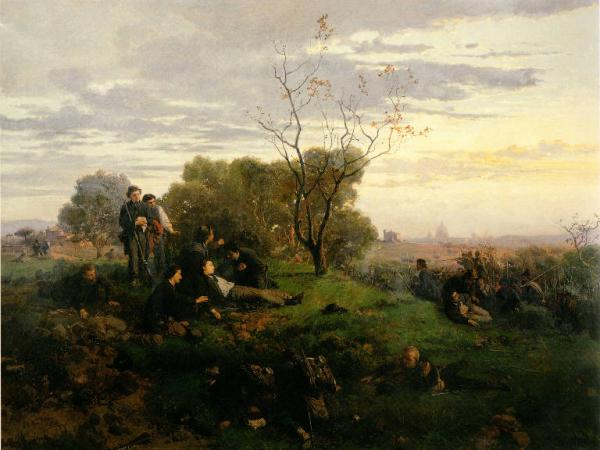
Gerolamo Induno, Morte di Enrico Cairoli a Villa Glori

Nel quadro della Campagna dell'Agro romano per la liberazione di Roma, la zona fu teatro, nel 1867, dello scontro di villa Glori, dove trovò la morte, tra gli altri, Enrico Cairoli. Cesare Pascarella immortalò il fatto con una raccolta di 25 sonetti intitolata Villa Gloria, pubblicata nel 1886, che è uno dei pochissimi esempi di poesia civile in dialetto romanesco.
Divenuta Roma capitale d'Italia, già il piano regolatore del 1883 prevedeva l'idea di un vasto spazio verde tra i Parioli e Ponte Milvio e a questo scopo furono avviati gli espropri. All'epoca la collina era passata dai Boncompagni all'ingegnere Glori, al quale Pio IX aveva affidato la costruzione del nuovo Ponte Mammolo; da quest'ultimo proprietario prese poi il nome la villa.
Nel 1908 venne costruito, nella pianura sotto la rupe, l'ippodromo per le corse al trotto, ancora molto vicino al centro storico. L'impianto restò in funzione fino alla fine degli anni '50, quando fu sostituito da quello molto più vasto di Tor di Valle, mentre nel sito del vecchio ippodromo di Villa Glori si costruiva il Villaggio Olimpico.
Nel 1923 la villa, già di proprietà Glori, fu destinata a parco pubblico per commemorare i caduti della Grande guerra e venne chiamata (come in molte altre città italiane) Parco della Rimembranza, mantenendo, tuttavia, anche l'originario nome di Villa Glori. La progettazione fu affidata all'architetto Raffaele De Vico e consistette principalmente nella realizzazione del piazzale centrale e di un tessuto di viali e nella messa a dimora di oltre 6.000 tra alberi e arbusti. L'inaugurazione avvenne nel 1924.
Nel 1929 furono realizzati, alla sommità della collina, tre padiglioni intitolati a Ettore Marchiafava, destinati a dispensario e colonia estiva per i ragazzini poveri e a rischio di tubercolosi. Con le stesse finalità, qualche anno dopo vi fu costruita accanto una scuola, a fianco del vecchio casale. In prosecuzione di questa tradizione igienico-assistenziale, dal 1988 le vecchie strutture, in parte ristrutturate, sono state affidate alla Caritas romana, la quale vi ha installato una casa-famiglia che ospita persone malate di Aids.

Ippodromo di Villa Glori (1930)

## Monumenti e luoghi d'interesse
Tra i vari monumenti della villa, degni di menzione sono:
- Il mandorlo secco, nei pressi del quale fu ucciso Enrico Cairoli;
- La colonna commemorativa dei caduti del 1867;
- Un querceto commemorativo dei caduti durante la prima guerra mondiale;
- Un casale utilizzato durante lo scontro di Villa Glori dai compagni dei fratelli Cairoli.

### Percorso di scultura contemporanea "Varcare la Soglia"
Nel 1997, su idea della critica d'arte italiana Daniela Fonti, il Comune di Roma ha costituito un'esposizione permanente di scultura contemporanea dal nome Varcare la soglia, volta ad integrare natura e arte. Nel 2000 l'esposizione acquisisce due nuove opere: la Porta del Sole di Giuseppe Uncini e l'Uomo-erba di Paolo Canevari.
L'esposizione comprende opere di Maria Dompè, Eliseo Mattiacci, Maurizio Mochetti, Nino Caruso, Pino Castagna, Jannis Kounellis, Nunzio, Mauro Staccioli, Giuseppe Uncini e Paolo Canevari.

## Dintorni
- Piazza Euclide
- Auditorium Parco della Musica
- Villaggio Olimpico
- Fontana dell'Acqua Acetosa
- Moschea di Roma
- Ipogeo di Villa Glori

## Collegamenti
|  | È raggiungibile dalle stazioni: Piazza Euclide e Acqua Acetosa (Roma). |